# Distribució T quadrat de Hotelling
En Estadística, la distribució T² de Hotelling és una distribució univariant proporcional a la distribució F, important a distribució d'un conjunt d'estadístics que són generalitzacions naturals dels estadístics subjacents a la distribució t de Student. En particular, la distribució apareix en estadística multivariant en les proves de les diferències entre mitjanes (multivariants) de diferents poblacions, que en el cas de proves univariants es faria ús d'una prova t.
La distribució és el nom de Harold Hotelling, qui la va desenvolupar com una generalització de la distribució t de Student.

## La distribució
Si el vector pd1 es distribueix segons una distribució gaussiana multivariant mitja zero i matriu de covariància N(p01, pIp) i mMp és una matriu pxp amb una distribució de Wishart amb matriu escala unitat i m graus de llibertat W(pIp, m), llavors m(1d'pM – 1pd1) segueix una distribució T² de Hotelling amb paràmetre de dimensionalitat p i m graus de llibertat.
Si s'utilitza la notació {\displaystyle T_{p,m}^{2}} per representar una variable aleatòria amb distribució T quadrat de Hotelling amb paràmetres p i m llavors, si una variable aleatòria X segueix una distribució T quadrat de Hotelling,
{\displaystyle X\sim T_{p,m}^{2}}
llavors
{\displaystyle {\frac {m-p+1}{pm}}X\sim F_{p,m-p+1}}
on Fp; m – p + 1 es la distribució F amb paràmetres p i m – p + 1.

## EstadísticT² de Hotelling
L'estadístic T² de Hotelling és una generalització de l'estadístic t de Student que s'utilitza en proves d’hipòtesis multivariants i es defineix com:
Sigui {\displaystyle {\mathcal {N}}_{p}({\boldsymbol {\mu }},{\mathbf {\Sigma } })} una p-variable normal amb mitja {\displaystyle {\boldsymbol {\mu }}} i covariància {\displaystyle {\mathbf {\Sigma } }}. Siguin
{\displaystyle {\mathbf {x} }_{1},\dots ,{\mathbf {x} }_{n}\sim {\mathcal {N}}_{p}({\boldsymbol {\mu }},{\mathbf {\Sigma } })}
n variables aleatòries independents, que es poden representar com a {\displaystyle p\times 1} vectors columnes de valors reals i
{\displaystyle {\overline {\mathbf {x} }}={\frac {\mathbf {x} _{1}+\cdots +\mathbf {x} _{n}}{n}}}
la mitja mostral.
Es pot demostrar que
{\displaystyle n({\overline {\mathbf {x} }}-{\boldsymbol {\mu }})'{\mathbf {\Sigma } }^{-1}({\overline {\mathbf {x} }}-{\boldsymbol {\mathbf {\mu } }})\sim \chi _{p}^{2},}
on {\displaystyle \chi _{p}^{2}} és la distribució khi quadrat amb p graus de llibertat.
Per mostrar-ho partim del fet que {\displaystyle {\overline {\mathbf {x} }}\sim {\mathcal {N}}_{p}({\boldsymbol {\mu }},{\mathbf {\Sigma } }/n)} i deduïm la funció característica de la variable aleatòria {\displaystyle \mathbf {y} =n({\overline {\mathbf {x} }}-{\boldsymbol {\mu }})'{\mathbf {\Sigma } }^{-1}({\overline {\mathbf {x} }}-{\boldsymbol {\mathbf {\mu } }})} tal com segueix,
{\displaystyle \phi _{\mathbf {y} }(\theta )=\operatorname {E} e^{i\theta \mathbf {y} },}
{\displaystyle =\operatorname {E} e^{i\theta n({\overline {\mathbf {x} }}-{\boldsymbol {\mu }})'{\mathbf {\Sigma } }^{-1}({\overline {\mathbf {x} }}-{\boldsymbol {\mathbf {\mu } }})}}
{\displaystyle =\int e^{i\theta n({\overline {\mathbf {x} }}-{\boldsymbol {\mu }})'{\mathbf {\Sigma } }^{-1}({\overline {\mathbf {x} }}-{\boldsymbol {\mathbf {\mu } }})}(2\pi )^{-{\frac {p}{2}}}|{\boldsymbol {\Sigma }}/n|^{-{\frac {1}{2}}}\,e^{-{\frac {1}{2}}n({\overline {\mathbf {x} }}-{\boldsymbol {\mu }})'{\boldsymbol {\Sigma }}^{-1}({\overline {\mathbf {x} }}-{\boldsymbol {\mu }})}\,dx_{1}...dx_{p}}
{\displaystyle =\int (2\pi )^{-{\frac {p}{2}}}|{\boldsymbol {\Sigma }}/n|^{-{\frac {1}{2}}}\,e^{-{\frac {1}{2}}n({\overline {\mathbf {x} }}-{\boldsymbol {\mu }})'({\boldsymbol {\Sigma }}^{-1}-2i\theta {\boldsymbol {\Sigma }}^{-1})({\overline {\mathbf {x} }}-{\boldsymbol {\mu }})}\,dx_{1}...dx_{p},}
{\displaystyle =|({\boldsymbol {\Sigma }}^{-1}-2i\theta {\boldsymbol {\Sigma }}^{-1})^{-1}/n|^{\frac {1}{2}}|{\boldsymbol {\Sigma }}/n|^{-{\frac {1}{2}}}\int (2\pi )^{-{\frac {p}{2}}}|({\boldsymbol {\Sigma }}^{-1}-2i\theta {\boldsymbol {\Sigma }}^{-1})^{-1}/n|^{-{\frac {1}{2}}}\,e^{-{\frac {1}{2}}n({\overline {\mathbf {x} }}-{\boldsymbol {\mu }})'({\boldsymbol {\Sigma }}^{-1}-2i\theta {\boldsymbol {\Sigma }}^{-1})({\overline {\mathbf {x} }}-{\boldsymbol {\mu }})}\,dx_{1}...dx_{p},}
{\displaystyle =|(\mathbf {I} _{p}-2i\theta \mathbf {I} _{p})|^{-{\frac {1}{2}}},}
{\displaystyle =(1-2i\theta )^{-{\frac {p}{2}}}.}
Ara bé, {\displaystyle {\mathbf {\Sigma } }} sovint és desconeguda i volem fer proves d’hipòtesi sobre la posició {\displaystyle {\boldsymbol {\mu }}}.

### Suma dep tquadrats
Sigui
{\displaystyle {\mathbf {W} }={\frac {1}{n-1}}\sum _{i=1}^{n}(\mathbf {x} _{i}-{\overline {\mathbf {x} }})(\mathbf {x} _{i}-{\overline {\mathbf {x} }})'}
la covariància mostral. Es pot demostrar que (aquí la trasposta es representa com a apòstrofe) {\displaystyle \mathbf {W} } és una matriu positiva (semi) definida i {\displaystyle (n-1)\mathbf {W} } segueix una distribució de Wishart p-variada amb n – 1 graus de llibertat. L'estadístic T² de Hotelling es defineix, doncs, com a:
{\displaystyle t^{2}=n({\overline {\mathbf {x} }}-{\boldsymbol {\mu }})'{\mathbf {W} }^{-1}({\overline {\mathbf {x} }}-{\boldsymbol {\mathbf {\mu } }})}
i, com abans,
{\displaystyle t^{2}\sim T_{p,n-1}^{2}}
és a dir
{\displaystyle {\frac {n-p}{p(n-1)}}t^{2}\sim F_{p,n-p},}
on Fp; n – p es la distribució F amb paràmetres p i n – p. Per calcular un valor P cal multiplicar l'estadistic t² per l’anterior constant i fer servir la distribució F.

## EstadísticT² de Hotelling per a dues mostres
Si {\displaystyle {\mathbf {x} }_{1},\dots ,{\mathbf {x} }_{n_{x}}\sim N_{p}({\boldsymbol {\mu }},{\mathbf {V} })}, {\displaystyle {\mathbf {y} }_{1},\dots ,{\mathbf {y} }_{n_{y}}\sim N_{p}({\boldsymbol {\mu }},{\mathbf {V} })}, i les mostres provenen de dues distribucions normals multivariades independents amb la mateixa mitja i covariàncies, i es defineix
{\displaystyle {\overline {\mathbf {x} }}={\frac {1}{n_{x}}}\sum _{i=1}^{n_{x}}\mathbf {x} _{i}\qquad {\overline {\mathbf {y} }}={\frac {1}{n_{y}}}\sum _{i=1}^{n_{y}}\mathbf {y} _{i}}
com les mitjanes mostrals, i
{\displaystyle {\mathbf {W} }={\frac {\sum _{i=1}^{n_{x}}(\mathbf {x} _{i}-{\overline {\mathbf {x} }})(\mathbf {x} _{i}-{\overline {\mathbf {x} }})'+\sum _{i=1}^{n_{y}}(\mathbf {y} _{i}-{\overline {\mathbf {y} }})(\mathbf {y} _{i}-{\overline {\mathbf {y} }})'}{n_{x}+n_{y}-2}}}
com la matriu de covariància conjunta no esbiaixada estimada, llavors l'estadistic T² per a dues mostres és
{\displaystyle t^{2}={\frac {n_{x}n_{y}}{n_{x}+n_{y}}}({\overline {\mathbf {x} }}-{\overline {\mathbf {y} }})'{\mathbf {W} }^{-1}({\overline {\mathbf {x} }}-{\overline {\mathbf {y} }})\sim T^{2}(p,n_{x}+n_{y}-2)}
que es pot relacionar amb la distribució F
{\displaystyle {\frac {n_{x}+n_{y}-p-1}{(n_{x}+n_{y}-2)p}}t^{2}\sim F(p,n_{x}+n_{y}-1-p).}
La distribució no nul·la d’aquest estadístic es la distribució F no central (el quocient entre una variable aleatòria khi quadrat no central i una variable aleatòria khi quadrat central independent)
{\displaystyle {\frac {n_{x}+n_{y}-p-1}{(n_{x}+n_{y}-2)p}}t^{2}\sim F(p,n_{x}+n_{y}-1-p;\delta ),}
amb
{\displaystyle \delta ={\frac {n_{x}n_{y}}{n_{x}+n_{y}}}{\boldsymbol {\nu }}'\mathbf {V} ^{-1}{\boldsymbol {\nu }},}
on {\displaystyle {\boldsymbol {\nu }}} és el vector diferència entre les mitjanes poblacionals.
S'han proposat proves més robustos i potents que la prova de Hotelling per a dues mostres, veure per exemple les proves basades en la distància emtre punts que es poden aplicar també quan el nombre de variables és comparable o fins i tot més gran que el nombre d’objectes.
En el cas de dues variables la fórmula es simplifica i permet visualitzar com la correlació {\displaystyle r} entre les variables influeix sobre {\displaystyle t^{2}}. Si es defineix
{\displaystyle d_{1}={\overline {x}}_{.1}-{\overline {y}}_{.1},\qquad d_{2}={\overline {x}}_{.2}-{\overline {y}}_{.2}}
i 
{\displaystyle SD_{1}={\sqrt {W_{11}}}\qquad SD_{2}={\sqrt {W_{22}}}}
llavors
{\displaystyle t^{2}={\frac {n_{x}n_{y}}{(n_{x}+n_{y})(1-r^{2})}}\left[\left({\frac {d_{1}}{SD_{1}}}\right)^{2}+\left({\frac {d_{2}}{SD_{2}}}\right)^{2}-2r\left({\frac {d_{1}}{SD_{1}}}\right)\left({\frac {d_{2}}{SD_{2}}}\right)\right]}
Si les diferències entre dos files del vector {\displaystyle ({\overline {\mathbf {x} }}-{\overline {\mathbf {y} }})} tenen el mateix signe llavors, en general {\displaystyle t^{2}} és més petit a mesura que {\displaystyle r} es més positiu. Si les diferències son de signe oposat {\displaystyle t^{2}} és més gran a mesura que {\displaystyle r} és més positiu.